# 国土建設学院
座標: 北緯35度43分03秒 東経139度28分52秒 / 北緯35.71750度 東経139.48111度
国土建設学院（こくどけんせつがくいん）は、かつて東京都小平市にあった私立専修学校。設置者は学校法人明倫館。国土交通省の認定する専修学校であったが、平成23年9月28日付にて国土建設学院の廃止、学校法人明倫館の解散が所轄庁小平市および東京都により認可された。

## 沿革
（特記ない限り学校のホームページによる）
- 1962年（昭和37年）12月 - 財団法人全国建設研修センターにより山梨県上野原町に日本測量専門学校を創立。
- 1963年（昭和38年）4月 - 建設大臣より私立学校ではわが国初の測量専門の養成施設として指定を受け、開校。
- 1965年（昭和40年）11月 - 山梨県上野原町より現在地に移転。
- 1970年（昭和45年）4月 - 校名を国土建設学院と改称し、土木、造園等建設系の学科を新設。
- 1976年（昭和51年）9月 - 学校教育法の改正に基づき、専修学校工業専門課程として認可される。
- 1977年（昭和52年）4月 - 全国建設研修センターより分離独立、学校法人明倫館に移行。
- 1995年（平成7年）1月 - 2年制学科が専門士の称号授与の課程として文部科学大臣から認定される。
- 2000年（平成12年）1月 - 教育界で初めて品質国際規格ISO9002を認証取得（世界で2番目）。

## 逸話
- 井川比佐志の父親は戦後、ここで写真測量を教え、後進の育成に尽力していたことがある。[1]
- 種田守倖（榎田信衛門）の父親（種田守[2]）は、本校設立時より1969年（火災で校舎全焼）まで教官を務めていたため、一家で敷地内の社宅（庶務兼務）に居住していた。父親が撮影した上野原校舎時代から1969年頃までの記録写真を保有している。